# Ali Sururi
 (août 2024).
La mise en forme du texte ne suit pas les recommandations de Wikipédia : il faut le « wikifier ».
Les points d'amélioration suivants sont les cas les plus fréquents. Le détail des points à revoir est peut-être précisé sur la page de discussion.
- Les titres sont pré-formatés par le logiciel. Ils ne sont ni en capitales, ni en gras.
- Le texte ne doit pas être écrit en capitales (les noms de famille non plus), ni en gras, ni en italique, ni en « petit »…
- Le gras n'est utilisé que pour surligner le titre de l'article dans l'introduction, une seule fois.
- L'italique est rarement utilisé : mots en langue étrangère, titres d'œuvres, noms de bateaux, etc.
- Les citations ne sont pas en italique mais en corps de texte normal. Elles sont entourées par des guillemets français : « et ».
- Les listes à puces sont à éviter, des paragraphes rédigés étant largement préférés. Les tableaux sont à réserver à la présentation de données structurées (résultats, etc.).
- Les appels de note de bas de page (petits chiffres en exposant, introduits par l'outil «  Source ») sont à placer entre la fin de phrase et le point final[comme ça].
- Les liens internes (vers d'autres articles de Wikipédia) sont à choisir avec parcimonie. Créez des liens vers des articles approfondissant le sujet. Les termes génériques sans rapport avec le sujet sont à éviter, ainsi que les répétitions de liens vers un même terme.
- Les liens externes sont à placer uniquement dans une section « Liens externes », à la fin de l'article. Ces liens sont à choisir avec parcimonie suivant les règles définies. Si un lien sert de source à l'article, son insertion dans le texte est à faire par les notes de bas de page.
- La présentation des références doit suivre les conventions bibliographiques. Il est recommandé d'utiliser les modèles {{Ouvrage}}, {{Chapitre}}, {{Article}}, {{Lien web}} et/ou {{Bibliographie}}. Le mode d'édition visuel peut mettre en forme automatiquement les références.
- Insérer une infobox (cadre d'informations à droite) n'est pas obligatoire pour parachever la mise en page.

Pour une aide détaillée, merci de consulter Aide:Wikification.
Si vous pensez que ces points ont été résolus, vous pouvez retirer ce bandeau et améliorer la mise en forme d'un autre article.
Ali Sururi est un acteur de théâtre et de cinéma turc.

## Biographie
Ali Sururi est né à Constantinople en 1913. L'artiste est un membre de la famille. Ses frères sont les acteurs de théâtre Yusuf Sururi et Celal Sururi ; Son autre frère est Lütfullah Sururi, l'une des premières opérettes de Turquie. Il est également l'oncle de l'actrice et écrivaine Gülriz Sururi. Après avoir obtenu son diplôme du lycée Galatasaray, il est diplômé du Conservatoire d'État de l'Université d'Istanbul, département de chant,,.
Il commence sa carrière artistique avec l'opérette Batte mise en scène à Dârülbedayi en 1935. Il fonde avec ses frères le Théâtre d'Istanbul et y joue pendant de nombreuses années. Il a rencontré et épousé sa femme, l'acteur Alev Sururi, dans une pièce de théâtre dans ce théâtre. Après la fermeture du théâtre, il a déménagé à Bodrum avec sa femme. En 1984, elle met fin à sa vie scénique avec la pièce "Kaldırım Serçesi (Bruant des pavés)", écrite d'après un livre de  Simone Berteaut et racontant la vie d'Édith Piaf,,.
Il est décédé des suites d'une insuffisance rénale à l'hôpital où il était soigné à Izmir en 1998. Sa tombe se trouve dans le quartier Torba de Bodrum.

## Filmographie
- 1943: On Üç Kahraman
- 1952: Ankara Ekspresi
- 1954: Son Baskın
- 1954: Çılgınlar Cehennemi
- 1955: Battal Gazi Geliyor
- 1974: Aman Ne Gırgır
- 1975: Curcuna
- 1976: Ah Dede Vah Dede
- 1976: Arabacının Aşkı
- 1976: Bülbül Ailesi
- 1976: Can Pazarı
- 1976: Deli Şahin
- 1976: Delicesine
- 1976: Kana Kan
- 1976: Nereye Bakıyor Bu Adamlar
- 1976: Tuzak
- 1976: Zühtü
- 1977: Adalet
- 1977: Aşk Dönemeci
- 1977: Gülünüz Güldürünüz
- 1977: Hırsız Milyoner
- 1977: Meryem ve Oğulları
- 1977: Vur Gözünün Üstüne
- 1977: Çifte Nikah
- 1978: Neşeli Günler
- 1982: Hasret Sancısı
- 1985: Sekreter
- 1986: Sultanoğlu
- 1989: Kaldırım Serçesi

## Source
1. ↑  (tr) « sinemalar.com »
2. ↑  (tr) « olumhaberi.com »
3. ↑  (tr) « sinematurk.com »
4. ↑  (tr) « tarihdergi.com »
5. ↑  (tr) « unutmayacagiz.com »
6. ↑  (tr) « imdb.com »
7. ↑  (tr) « haberler.com »
8. ↑  (tr) « hurriyet.com.tr »